# 大棘鼬魚
大棘鼬魚，为輻鰭魚綱鼬魚目鳚魚科的其中一種，分布於全球各大洋熱帶及亞熱帶海域，屬深海魚類，棲息深度在水深1171至4415公尺。本魚頭部大與身體尖細。吻部有突出又兩裂的棘，鰓蓋棘長且細延伸越過頭部的後面邊緣，以前鰓蓋骨的低角的發展良好的棘，眼小，前面的鰓弓有16至22個發展的耙。尾前椎9至10個，體長可達37.5公分，不具有經濟價值。